# Gonzalo Borondo
Gonzalo Borondo (Valladolid, 1989) è un artista contemporaneo spagnolo.
Artista poliedrico, sono molti i lavori portati a termine negli spazi pubblici di tutta Europa, da Londra a Madrid, da Parigi a Roma.

## Biografia
Gonzalo Borondo (Valladolid, ES, 1989) è un artista multimediale che vive e lavora tra Spagna e Italia. La sua ricerca si sviluppa intorno al valore della memoria e della tradizione, al senso dei luoghi e del patrimonio artistico e immateriale. Borondo guarda alle iconografie tradizionali e alla cultura visiva del passato come simboli da attualizzare, concependo la Storia come un continuum entro il quale elaborare altre visioni della contemporaneità. Agendo in un’ottica site-specific, l’artista si confronta con le radici del contesto in cui opera, facendo dell’immaginario comune, del “sacro” e del “popolare” degli elementi di riconoscibilità per entrare in contatto diretto con il fruitore. Le installazioni a grande scala di Borondo creano così degli ambienti fisici ed esperienziali per una nuova percezione dell’eredità collettiva.
Dal 2010, l’artista realizza interventi pittorici nello spazio pubblico, lavorando nell’ambito di committenze internazionali e festival di arte urbana (dall’Inghilterra, Italia e Spagna, all’Australia, India, Ucraina, USA). Da segnalare entro un consistente corpus, la serie di 32 billboard dal titolo Insurrecta (Segovia, ES, 2019). 
Negli ultimi anni, la produzione di Borondo si rivolge a ulteriori tipologie di luoghi, unendo tecniche antiche (quali incisione, serigrafia, emulsione fotografica) a nuovi media e materiali. Si ricordano, ad esempio, le installazioni Cenere (Cappella cimiteriale, Selci, IT, 2017, vincitrice di Arte Laguna Prize 2018), così come Hierarchie (Urban Nation Museum, Berlino, DE, 2017) e N̶o̶n Plus Ultra (MACRO, Roma, IT, 2018), elaborate entro contesti museali. In relazione agli edifici di culto, si menzionano infine le opere ambientali Merci (Temple de Chartrons, Bordeaux, FR, 2019, ora nella collezione del CAPC – Musée d’art contemporain de Bordeaux) e Settimo giorno (Ex chiesa di San Mattia, Bologna, IT, 2023).
Borondo collabora con istituzioni, festival, musei, gallerie e spazi no profit al livello globale, prendendo parte a numerosi progetti ed esposizioni collettive. Tra le mostre personali, si cita in particolare Hereditas, a cura di Jose Maria Parreño (Museo de Arte Contemporáneo Esteban Vicente, Segovia, ES, 2021). Dal 2023, è membro ufficiale dell’Accademia di Storia e Arte di San Quirce.

## Curriculum
Tra le numerose pitture realizzate nello spazio pubblico si menzionano: “l’abbraccio” Pizzo di Calabria 2013 (Vibo Valentia) Mura Mura Fest, “Show" (Florida, 2016), “Portals" (Kiev, 2016), “Padre" (Sulitjelma, 2015), "Fer Llenya” (Barcellona, 2015), “Roots" (Hawaii, 2016) e "The Origin of the World" (Delhi, 2016). Tra le installazioni più importanti si ricordano "Hierarchie”, realizzate per l’Urban Nation Museum di Berlino (D, 2017) - “Cenere”, intervento permanente realizzato nella cappella cimiteriale di Selci (IT, 2017) - “Aria”, a Catanzaro (IT, 2017), composta da 185 pannelli di vetro serigrafati e “Ubiquitas”, opera realizzata all’interno della mostra collettiva “Il Paradiso Inclinato” all’Ex Dogana di Roma (IT, 2016).